# Aura (Benjamin)
Aura ist ein von Walter Benjamin in eigener Definition verwendeter Begriff, dessen Phänomen er sowohl in der Natur als auch in der Kunst sieht. Seine bekanntesten Ausführungen dazu hat er in dem 1935 erschienenen Aufsatz Das Kunstwerk im Zeitalter seiner technischen Reproduzierbarkeit vorgenommen und sie „als einmalige Erscheinung einer Ferne, so nah sie sein mag“ definiert. Weiter führt er an dieser Stelle aus, dass die Aura eines Kunstwerks durch die Kennzeichen Unnahbarkeit, Echtheit und Einmaligkeit geprägt ist. Einer der zentralen Gedanken im Kunstwerk-Aufsatz beschäftigt sich mit dem Verfall der Aura, da diese durch die technische Reproduzierbarkeit verkümmere.

## Der Begriff im Werkzusammenhang

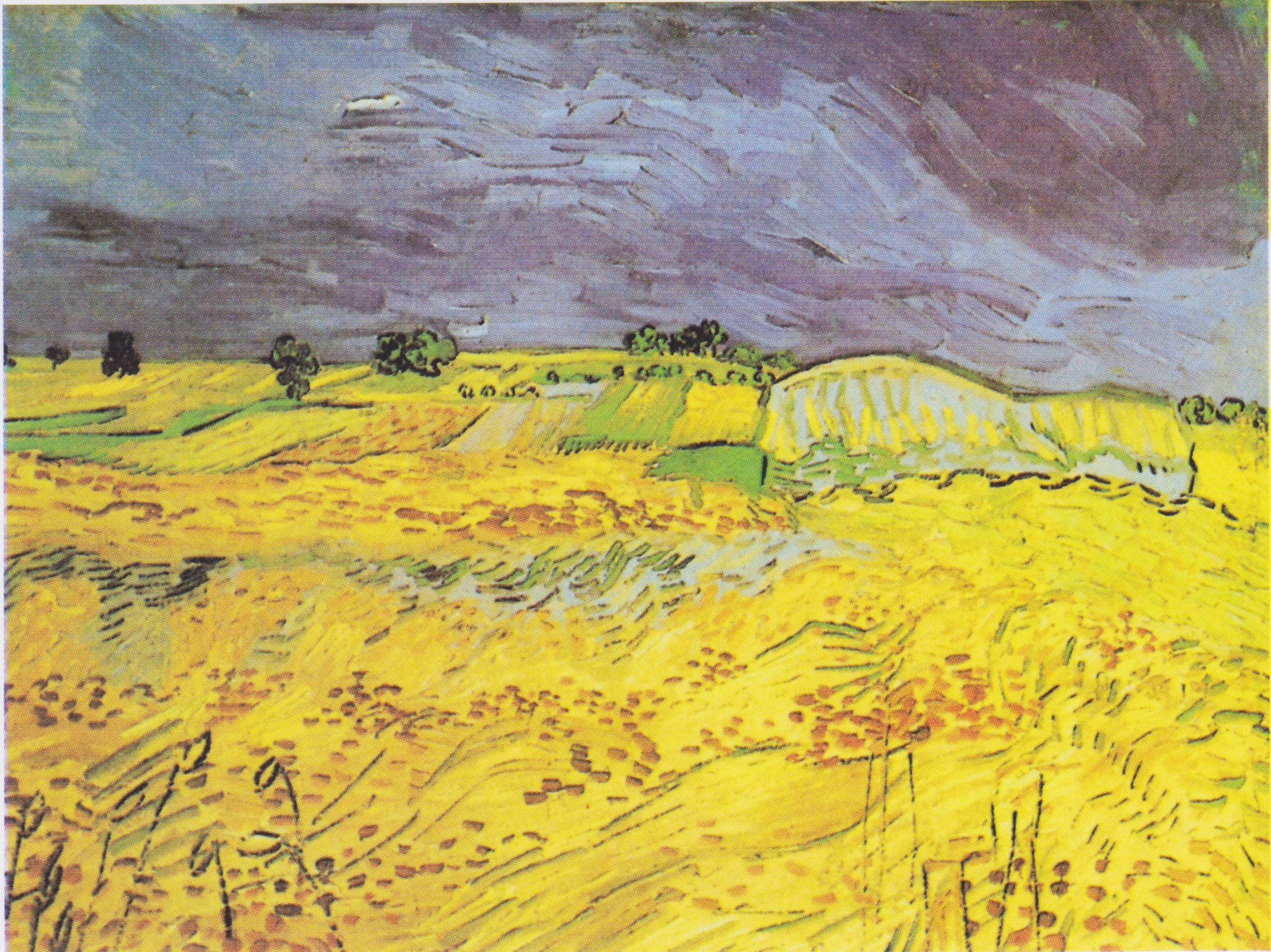
Nichts gibt vielleicht von der echten Aura einen so richtigen Begriff wie die späten Bilder van Goghs, wo an allen Dingen (...) die Aura mitgemalt ist. Vincent van Gogh: Weizenfeld mit Gewitterhimmel, 1890

Der Begriff Aura stammt aus dem Griechischen, bedeutet Luft oder Hauch und benennt in der griechischen Mythologie die Göttin der Morgenbrise. Er wurde in das Lateinische übernommen und dabei um die visuelle Charakteristik des Lichtglanzes erweitert. Mit dem Aufkommen der Photographie Mitte des 19. Jahrhunderts wird eine Dauerspur des auf die Platte projizierten menschlichen Schattens konstatiert, der dem Begriff des Lichtglanzes nahekommt. Ende des 19. Jahrhunderts übernahmen Anhänger der esoterischen Bewegung das Wort für die Beschreibung eines Energiekörpers, dessen Ausstrahlung Menschen, nicht allein auf der Photographie, lichtkranzartig umgeben soll. Benjamins Auseinandersetzungen mit dem Begriff der Aura stehen zwar in Bezug zu dieser Begriffsentwicklung, bezeichnen jedoch eine andere Bedeutung als die esoterische Verwendung.

### Mitteilungen über das Wesen der Aura
In Benjamins Aufzeichnungen findet der Begriff ein erstes Mal Erwähnung in den Erfahrungsprotokollen zum Haschischgebrauch, zu denen er im März 1930 als Mitteilungen über das Wesen der Aura in deutlicher Abgrenzung zu den Theosophen schrieb:

„Erstens erscheint die echte Aura an allen Dingen. Nicht nur an bestimmten, wie die Leute sich einbilden. Zweitens ändert sich die Aura durchaus und von Grund auf mit jeder Bewegung, die das Ding macht, dessen Aura sie ist. Drittens kann die echte Aura auf keine Weise als der geleckte spiritualistische Strahlenzauber gedacht werden, als den die vulgären mytischen Bücher sie abbilden und beschreiben. Vielmehr ist das Auszeichnende der echten Aura: das Ornament, eine ornamentale Umzirkung, in der das Ding oder Wesen fest wie in einem Futeral eingesenkt liegt. Nichts gibt vielleicht von der echten Aura einen so richtigen Begriff wie die späten Bilder van Goghs, wo an allen Dingen – so könnte man diese Bilder beschreiben – die Aura mitgemalt ist.“

### Kleine Geschichte der Photographie

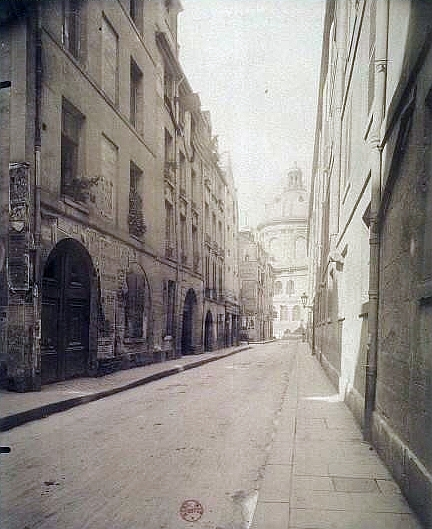
Die Befreiung des Objekts von seiner Aura. Rue Mazarine, 1902. Paris-Photographie von Eugène Atget, auf die sich Benjamin in seinem Aufsatz bezieht

In dem 1931 veröffentlichten Aufsatz Kleine Geschichte der Photographie thematisiert Benjamin die Aura als Phänomen, das noch in der Daguerreotypie und frühen Porträtfotografie zu finden ist. In den Parisbildern von Eugène Atget, die als Vorläufer der surrealistischen Fotografie gelten, sieht er die „Befreiung des Objekts von der Aura“ und definiert diese als „sonderbares Gespinst aus Raum und Zeit: einmalige Erscheinung einer Ferne, so nah sie sein mag“.
Der Photographie-Aufsatz enthält bereits die Gedanken und Begriffserläuterungen, die Benjamin vier Jahre später in dem Kunstwerk-Aufsatz wieder aufgreift. So führt er am Ende auch den Begriff des Choks ein, der die beschleunigten Handlungs- und Wahrnehmungsformen der Moderne bezeichnet und die letztendlich der Aura entgegenwirken.

### Das Kunstwerk im Zeitalter seiner technischen Reproduzierbarkeit
Mit dem Essay Das Kunstwerk im Zeitalter seiner technischen Reproduzierbarkeit greift Benjamin diese Definition wieder auf und führt dazu weiter aus: „An einem Sommernachmittag ruhend einem Gebirgszug am Horizont oder einem Zweig folgen, der seinen Schatten auf den Ruhenden wirft - das heißt die Aura dieser Berge, dieses Zweiges atmen.“  Das Gedicht Spaziergang von Rainer Maria Rilke gilt als Vorlage für dieses lyrisch wirkende Beispiel, dort lautet der erste Vers:

„Schon ist mein Blick am Hügel, dem besonnten, 
dem Wege, den ich kaum begann, voran. 
So faßt uns das, was wir nicht fassen konnten, 
voller Erscheinung, aus der Ferne an —“

Sowohl die Beobachterposition als auch die Erfahrungsform und die Idee der Durchdringung von Ferne und Nähe entsprechen dabei der Darstellung Benjamins.
Der Begriff der Aura hat in dem Kunstwerk-Aufsatz eine zentrale Stellung, da er darüber die gesellschaftliche Bedeutung der technischen Entwicklung hin zu den Massenmedien analysiert. Die modernen technischen Möglichkeiten der Reproduktion führen sowohl zur Massenhaftigkeit als auch zur Beweglichkeit der Kunstwerke, sie können an jedem Ort betrachtet werden. Zudem ist die Wahrnehmung eine veränderte, zum Beispiel durch die Möglichkeiten der Beschleunigung von Bildfolgen durch Filmmontage oder durch neue Darstellungsformen wie Zeitlupe und Großaufnahmen. Benjamin zieht daraus den Schluss: „Was im Zeitalter der technischen Reproduzierbarkeit des Kunstwerks verkümmert, das ist seine Aura.“

### Über einige Motive bei Baudelaire
In seinem 1939 fertiggestellten Aufsatz Über einige Motive bei Baudelaire kommt Benjamin auf den Aura-Begriff zurück. Doch stellt er ihn hier in den Zusammenhang der Soziologie Georg Simmels und macht ihn an der Erwiderung des Blicks als soziale Erfahrung fest: „Dem Blick wohnt aber die Erwartung inne, von dem erwidert zu werden, dem er sich schenkt. [...] Die Aura einer Erscheinung erfahren, heißt sie mit dem Vermögen belehnen, den Blick aufzuschlagen.“ Die Aura entsteht demnach durch die Fähigkeit des Menschen, Naturerscheinungen und Kunstwerke in der Betrachtung lebendig werden zu lassen, ihnen einen Blick zu verleihen, den sie selbst nicht haben.
Dieser Gedanke ist in der Schrift Zentralpark, den Aufzeichnungen aus den Jahren 1938/1939 zu den Baudelaire-Aufsätzen Benjamins, noch prägnanter formuliert: „Ableitung der Aura als Projektion einer gesellschaftlichen Erfahrung unter Menschen in der Natur: der Blick wird erwidert.“

### Das Passagenwerk
In den Fragmenten des unvollendeten Passagen-Werks, an dem Benjamin von 1927 bis zu seinem Tod arbeitete, eingeordnet in der Sammlung zum Stichwort Der Flaneur, findet sich eine Aufzeichnung, in der der Begriff der Aura neben den Begriff der Spur gestellt wird: „Spur und Aura. Die Spur ist Erscheinung einer Nähe, so fern das sein mag, was sie hinterließ. Die Aura ist Erscheinung einer Ferne, so nah das sein mag, was sie hervorruft. In der Spur werden wir der Sache habhaft; in der Aura bemächtigt sie sich unser.“
Eine Diskussion, in der der Begriff der Spur im Zusammenhang mit der Aura steht, findet sich zudem im Briefwechsel zwischen Theodor Adorno und Walter Benjamin: „Ist nicht die Aura allemal die Spur des vergessenen Menschlichen am Ding?“ fragte Adorno in einem Brief vom 29. Februar 1940. Benjamin antwortete darauf in einem Schreiben vom 7. Mai 1940: „Baum und Strauch, die belehnt werden, sind nicht vom Menschen gemacht. Es muß also ein Menschliches an den Dingen sein, das nicht durch Arbeit gestiftet wird.“

## Deutungen
Sowohl durch das Fragmentarische als auch den vielfältigen Gebrauch des Begriffs Aura durch Benjamin sind in der Rezeption vielfältige und sich teilweise widersprechende Deutungen erfolgt. Zusammenfassend lässt sich sagen, dass allgemein die Verwendung des Begriffs Aura dergestalt gedeutet wird, dass er das Spezifische des Kunstwerks charakterisiert, welches sich durch seine Einmaligkeit auszeichnet und dadurch, dass es an einen Ort gebunden sowie in die Geschichte eingebettet ist. Die Empfindung eines Augenblicks ist nicht reproduzierbar, denn der gleiche geschichtliche Moment wiederholt sich nie mehr. Die Unnahbarkeit ist ein eigentümliches Merkmal des Kunstwerkes, was sich daraus erklärt, dass sich die Kunst aus magischen und später religiösen Ritualen entwickelt hat. Für Benjamin zeigt sich diese Herkunft zuletzt in der Lehre der „l’art pour l’art“.
Die Aura des Kunstwerkes wird von zwei Aspekten beeinflusst: erstens der technischen Reproduzierbarkeit, die dem Kunstwerk das „Hier und jetzt“, seine Echtheit und seine Tradition nimmt, und zweitens der Betrachtungsweise des Kunstwerkes, die sich im Laufe der Zeit grundlegend verändert hat. Nach Benjamin hat das Kunstwerk keine transzendierende Funktion mehr, so geht z. B. die den Ikonen eigene Göttlichkeit im Zeitalter der technischen Reproduzierbarkeit verloren. Durch die andere Betrachtungsweise, so Benjamin, wird das Kunstwerk aus einem metaphysischen Rahmen in einen sozialen gestellt und wird politisch. Diese Entwicklung trägt ebenso zum Verlust der Aura bei wie der Verlust seiner Echtheit.

## Ähnliche Konzepte
Konzepte über die Wirkung der Kunst über sich selbst hinaus finden sich unter anderem in den Theorien von Hegel zur Kunst, in der er das Schöne als das sinnliche Scheinen der Idee herausarbeitet, oder in dem philosophischen Diskurs über Das Erhabene von Immanuel Kant und Friedrich Schiller.
Aufgegriffen, hinterfragt und anders bewertet wird der Begriff der Aura in der Ästhetischen Theorie von Adorno unter der Bezeichnung das Magische: „Was hier Aura heißt, ist der künstlerischen Erfahrung vertraut unter dem Namen der Atmosphäre des Kunstwerkes als dessen, wodurch der Zusammenhang seiner Momente über diese hinausweist, und jedes einzelne Moment über sich hinausweisen läßt.“
Im Denken Jacques Derridas spielt die Aura als Gegenbegriff zum Simulacrum eine Rolle (siehe Simulacrum als Spur).